# منظر مابونغوبوي الثقافي
تقع مابونغوبوي عند الحدود الشمالية التي تفصل بين جنوب أفريقيا وزيمبابوي وبوتسوانا. إنها مساحة كبيرة من السافانا تنتشر فيها الأشجار والنبات الشوكي وأشجار الباوباب العملاقة من حول مسطّحات الصلصال الرملي التي ترتفع فوق السهل. وعند ملتقى نهري الليمبوبو والشاش الذي يتجاوز طرقات الشمال/ الجنوب والغرب/الشرق في جنوب أفريقيا، كانت مابونغوبوي أكبر مملكة في شبه القارة قبل هجرها في القرن السادس عشر. وقد بقي منها بعض آثار مواقع القصور التي لا تزال بحالة ممتازة، تضاف إليها المناطق السكنية التابعة لها وعاصمتان سابقتان. يشكّل المجموع منظراً عاماً لا مثيل له من تطوّر الهيكليّات الاجتماعية والسياسية على مدى حوالى 400 عام.
كانت أول عاصمة لزيمبابوي لمدة 145 عاما ما بين 1075 و1220